# 연애교실
"연애 교실"은 한국에서 제작된 강신성일 감독의 1971년 영화이다. 신영일 등이 주연으로 출연하였고 성동호 등이 제작에 참여하였다.

## 출연

### 주연
- 신영일
- 나오미